# Henrik Cederschiöld (jurist)
Caspar Henrik Gavelius Cederschiöld, född den 6 april 1869 i Växjö, död den 26 december 1944 i Kisa, var en svensk jurist. Han var brorson till Maria Cederschiöld och bror till Ivar Cederschiöld.
Cederschiöld avlade mogenhetsexamen i Växjö 1888 och hovrättsexamen vid Lunds universitet 1891. Han blev extra ordinarie notarie i Göta hovrätt 1892 och var därefter tillförordnad domhavande på flera håll. Cederschiöld var häradshövding i Kinda och Ydre domsaga 1907–1939 och särskild skiljedomare i arbetstvister 1925–1939. Han blev riddare av Nordstjärneorden 1917 och kommendör av andra klassen av samma orden 1933.